# Panoptisk fængsel
Et panoptikon (af græsk pan- alle og -optikos observere) er en type af fængselsbygninger designet af filosoffen Jeremy Bentham i slutningen af 1700-tallet. Designet muliggør, at én overvågende person kan observere alle fanger uden at de er i stand til at vide om de bliver overvåget eller ej, hvilket skaber en "følelse af en usynlig alvidende" :
Moraler er reformeret – helbredet er bevaret – industriel styrket instruktion er udspredt – offentlige byrder er lettet – Økonomi sat som det var ovenpå en sten – den gordiske knude i de fattige love er ikke skåret over, men løsnet – alt ved hjælp af en simpel arkitektonisk idé!-
Jeremy Bentham 

## Panoptiske fængsler
- Kaladwip Prison – Andaman Islands, Indien.
- Pelican Bay State Prison – Californien, USA.
- Stateville Penitentiary – Joliet, Illinois, USA.
- Twin Towers Correctional Facility – Los Angeles, Californien, USA
- Chi Hoa – Ho Chi Minh City, Vietnam
- Koepelgevangenis (Arnhem) – Arnhem, Holland
- Presidio Modelo – Isla de la Juventud – Cuba
- Santo Stefano, Italien
- Statsfængslet i Vridsløselille, Danmark

## References
1. ↑  Bentham, Jeremy. Panopticon (engelsk) Arkiveret 11. februar 2004 hos  Wayback Machine. I Miran Bozovic (ed.), The Panopticon Writings, London: Verso, 1995, 29-95.

| Arkitektur | Spire Denne arkitekturartikel er en spire som bør udbygges. Du er velkommen til at hjælpe Wikipedia ved at udvide den. |